# University City
University City ist eine Stadt (mit dem Status „City“) im St. Louis County im US-amerikanischen Bundesstaat Missouri und Bestandteil der Metropolregion Greater St. Louis. Das U.S. Census Bureau hat bei der Volkszählung 2020 eine Einwohnerzahl von 35.065 ermittelt. Die Stadt entstand durch die unmittelbar südöstlich angrenzende Washington University in der Stadt St. Louis.

## Geografie
University City liegt an der westlichen Stadtgrenze von St. Louis. Der Mississippi, der die Grenze zu Illinois bildet, befindet sich rund 15 km östlich. University City liegt auf 38°39′21″ nördlicher Breite und 90°18′33″ westlicher Länge. Die Stadt erstreckt sich über 15,2 km².
Die Stadt liegt größtenteils in der University Township, erstreckt sich aber auch in die Hadley und die Clayton Township.
Angrenzende Orte von University City sind Clayton (südlich), Ladue (südwestlich), Olivette (westlich), Vinita Park (nordwestlich), Hanley Hills (nördlich) sowie Pagedale und Wellston (nordöstlich). Östlich grenzt die Stadt St. Louis an, deren Zentrum 14,2 km östlich von University City liegt.

## Verkehr

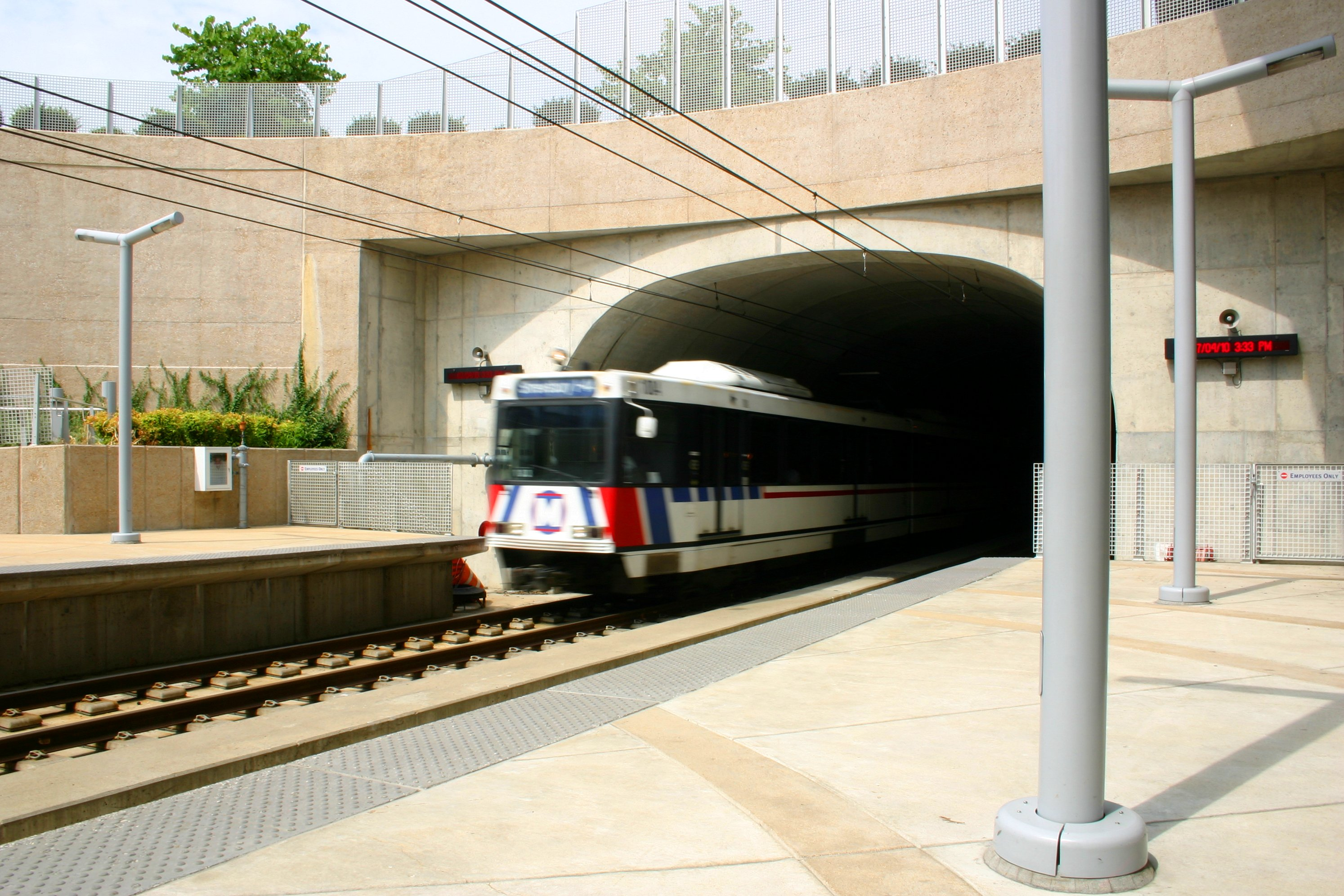
MetroLink-Station im Süden von University City

Die westliche Begrenzung der Stadt wird von der Interstate 170 gebildet. In West-Ost-Richtung führt die Missouri State Route 340 durch die Stadt. Alle weiteren Straßen sind County Roads oder weiter untergeordnete innerörtliche Verbindungsstraßen.
Den nördlichen Stadtrand bildet eine Eisenbahnlinie der Union Pacific Railroad, die aus westlicher Richtung nach St. Louis führt. Entlang des östlichen Stadtrandes und durch die südlichen Stadtviertel von University City führen zwei Linien der MetroLink genannten Stadtbahn des Ballungsgebiets von St. Louis.

Der Lambert-Saint Louis International Airport liegt 14,2 km nordnordwestlich von University City.

## Demografische Daten
Nach der Volkszählung im Jahr 2010 lebten in University City 35.371 Menschen in 16.154 Haushalten. Die Bevölkerungsdichte betrug 2327 Einwohner pro Quadratkilometer. In den 16.154 Haushalten lebten statistisch je 2,18 Personen.
Ethnisch betrachtet setzte sich die Bevölkerung zusammen aus 50,8 Prozent Weißen, 41,1 Prozent Afroamerikanern, 0,3 Prozent amerikanischen Ureinwohnern, 4,3 Prozent Asiaten sowie 0,9 Prozent aus anderen ethnischen Gruppen; 2,7 Prozent stammten von zwei oder mehr Ethnien ab. Unabhängig von der ethnischen Zugehörigkeit waren 2,8 Prozent der Bevölkerung spanischer oder lateinamerikanischer Abstammung.
19,5 Prozent der Bevölkerung waren unter 18 Jahre alt, 64,5 Prozent waren zwischen 18 und 64 und 16,0 Prozent waren 65 Jahre oder älter. 53,4 Prozent der Bevölkerung war weiblich.

Das mittlere jährliche Einkommen eines Haushalts lag bei 51.912 USD. Das Pro-Kopf-Einkommen betrug 35.314 USD. 14,0 Prozent der Einwohner lebten unterhalb der Armutsgrenze.

## Söhne- und Töchter der Stadt
- Jane Froman (1907–1980), Schauspielerin und Sängerin
- Frank Rand (1935–2003), Unternehmer und Autorennfahrer
- Michael Robert „Bob“ Gale (* 1951), Drehbuchautor und Produzent